# Keleti bükk
A keleti bükk (Fagus orientalis) a bükkfafélék (Fagaceae) családjába tartozó lombhullató fafaj.

## Származása
Délnyugat-Ázsia, Délkelet-Európa hegy- és dombvidékei.

## Leírása
Terebélyes, 30 m magas fa.
Kérge szürke, sima, ritkán barázdált. Levelei visszástojásdadok, elliptikusak, 12 cm hosszúak, 6 cm szélesek. Rendszerint hullámos szegélyűek, ép szélűek vagy kissé  fogazottak.
Felszínük sötétzöld sima, fonákjuk az erek mentén ezüstösen szőrös. Ősszel sárgára színeződnek. Az oldalerek száma legfeljebb 12.
Virágai tavasz közepén nyílnak, aprók, a porzósak sárgák, a termősek zöldek.
A termése szúrós 2,5 cm-es burka 1-3, kicsi, ehető magvú makkot zár közre.

## Képek

levél és termés
Őszi lombszín